# L'assedio dei morti viventi
L'assedio dei morti viventi (Children Shouldn't Play with Dead Things) è un film del 1972 scritto e diretto da Bob Clark, che risulta accreditato come Benjamin Clark.
Conosciuto anche con i titoli Revenge of the Living Dead, Things from the Grave e Zreaks, venne girato da Bob Clark in sequenza con La morte dietro la porta, distribuito lo stesso anno. Entrambi i film furono girati in Florida e videro la partecipazione di alcuni degli stessi attori.
Nel 2005 Clark aveva programmato un remake del film ma il progetto venne interrotto in seguito alla morte del regista, avvenuta due anni dopo a causa di un incidente stradale. Negli anni successivi la Gravesend Film Enterprises confermò l'intenzione di produrre il remake, le cui riprese avrebbero dovuto prendere il via nel 2012. Ad oggi il progetto non è mai partito.

## Trama
Un gruppo di giovani teatranti arriva su un'isola abbandonata per mettere in scena uno spettacolo. Il direttore artistico Alan vuole creare una rappresentazione in tema con la storia del luogo, fatta di stupri, omicidi, demoni e possessioni, e convince gli attori a recitare una sorta di rito diabolico: trafugare un cadavere fresco ed usarlo come mezzo per riportare in vita i morti. Quando i cadaveri si risvegliano sul serio per il gruppo inizia un vero e proprio incubo.

## Distribuzione
Il film è stato distribuito nelle sale cinematografiche statunitensi a partire dal 9 giugno 1972.

## Critica
Il sito Rotten Tomatoes riporta il 42% di recensioni professionali con un giudizio positivo, con un voto medio di 5,2 su 10.
Bruce Eder di AllMovie giudica L'assedio dei morti viventi «uno dei più inventivi film di zombie usciti sulla scia di La notte dei morti viventi», sottolineando il debito nei confronti di George A. Romero e di pellicole antecedenti come L'isola stregata degli zombies di Reginald Le Borg.